# Zbroj (heraldika)

Znak německého vévodství Berg, který by bylo možné blasonovat: Ve stříbrném poli červený lev modře korunovaný (a v modré zbroji). Zbroj není třeba hlásit, protože modrá u červené figury se předpokládá jako základní

Zbroj se v heraldice u heraldických zvířat užitých jako obecná figura nazývají části těl, které zvířata užívají v boji či k zastrašení protivníků, tedy např. drápy, zobáky, rohy ad. Zbroj se zásadně barví jinou tinkturou než je hlavní tinktura zvířete, pokud má být zbroj ve stejné tinktuře jako zvíře, je nutné tuto skutečnost blasonovat. Výjimku tvoří zuby, ty jsou zpravidla stříbrné bez ohledu na hlášenou tinkturu zbroje. Mezi zbroj se počítají nedůsledně některé měkké části zvířat, jako vyplazený jazyk, hříva u koní apod. Do zbroje je sporně počítána heraldická koruna (jindy se u ní počítá základní zlatá barva).

## Kombinace tinktur
Kreslí se zpravidla odlišnou tinkturou, převážně podle těchto zásad:
- zlaté figury mají zbroj stříbrnou, pokud je ovšem pole červené, mají zbroj modrou,
- stříbrné figury mají zbroj zlatou, pokud je ovšem pole modré nebo černé, mají zbroj červenou,
- figury v kovovém (zlatém nebo stříbrném) poli mají zbroj červenou, je-li však figura sama červená, má zbroj modrou.